# Martelage forestier
Le martelage forestier consiste au marquage des arbres fait à l'aide d'un marteau forestier ou de peinture. La première technique fait usage d'un marteau qui comporte un côté portant un signe distinctif et un côté tranchant pour enlever un bout d'aubier jusqu'au bois, afin de faciliter le marquage. Le marquage des arbres est une opération courante de gestion forestière et de sylviculture utilisée dans les forêts du monde entier : des arbres individuels sont marqués dans un peuplement forestier avant que le peuplement ne soit « traité » ou que certains arbres ne soient coupés. Le marquage des arbres est utilisé en foresterie industrielle pour garantir que les entrepreneurs forestiers qui utilisent des machines pour récolter du bois coupent les bons arbres afin de maximiser l'efficacité d'un traitement sylvicole prescrit pour le peuplement par un agent forestier. Le marquage des arbres, dans sa forme la plus élémentaire, consiste à peindre ou à utiliser du ruban indicateur pour marquer les arbres en une, ou plus fréquemment, en deux couleurs. 

## Aux États-Unis

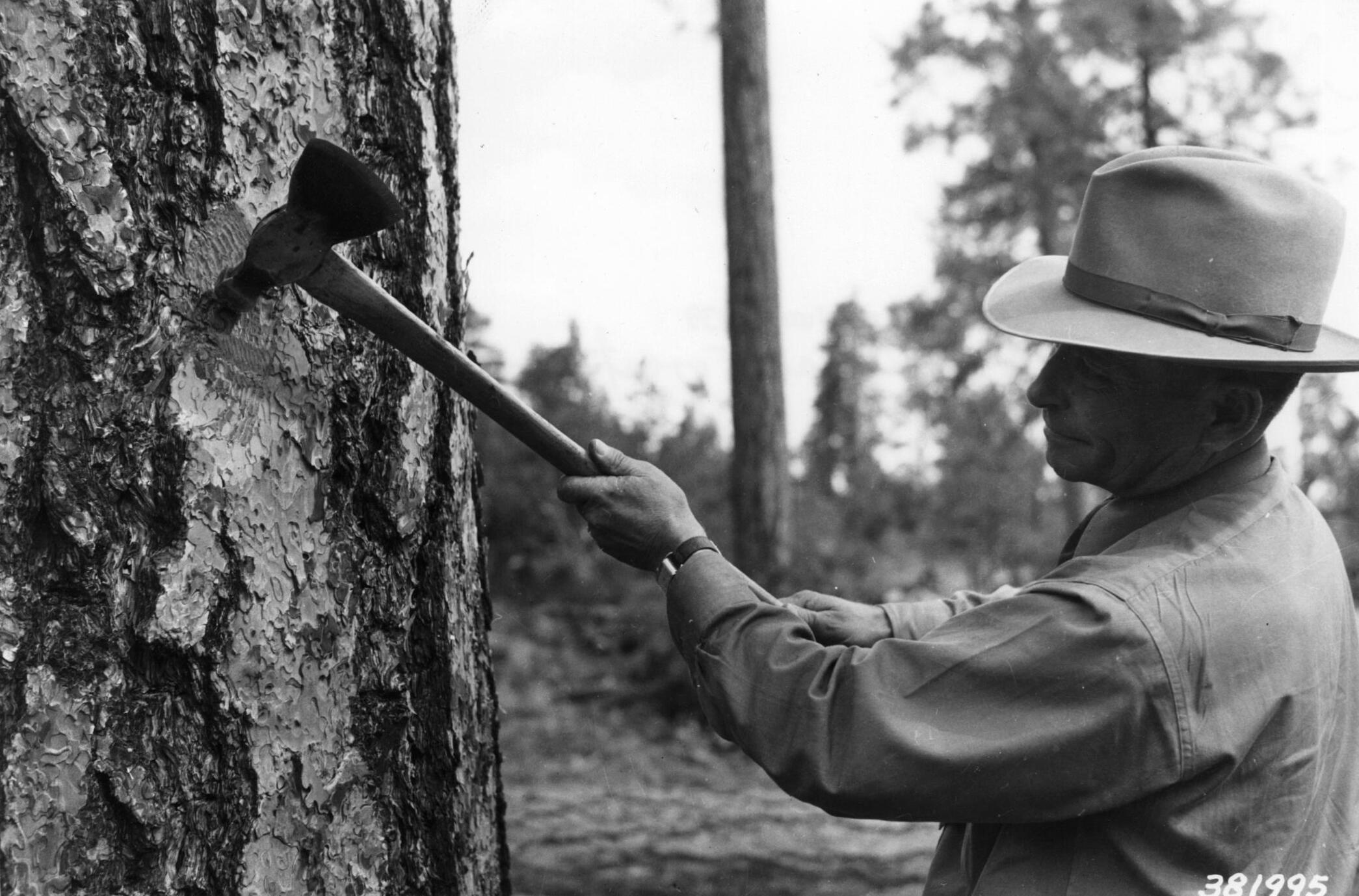
Un garde forestier américain martèle un arbre à couper. 1942

Les Britanniques utilisaient la Broad arrow pour marquer les arbres (pin blanc) destinés à la construction navale en Amérique du Nord à l’époque coloniale. Trois impacts de hache, ressemblant à une tête de flèche et un trait, étaient imprimé sur de grands arbres de mâture. Le martelage de la Broad Arrow a pris une tournure plus officielle en 1691 lorsque la Charte du Massachusetts, a été modifiée incluant une clause de préservation des bois de mâture.

## Au Canada
Au Canada, les marques sur les bois ont joué un rôle dans de nombreux aspects importants de l'exploitation forestière. Ils constituaient une preuve de propriété de l'entreprise et étaient utiles aux trieurs de grumes. Les marques étaient également essentielles dans le calcul des taxes et des frais payés par une entreprise. Des coopératives de travailleurs formées par des membres de différents camps de bûcherons étaient chargés de transporter les grumes en aval, de les remorquer et de les trier. Ces flotteurs, de même que les opérateurs sur les toboggans à bois, comptaient le nombre de chaque type de marque sur les grumes qu’ils conduisaient et facturaient les entreprises en conséquence. Le ministère fédéral de l'Agriculture, responsable de l'enregistrement des marques pour les entreprises de transformation du bois, pour éviter toute confusion, pouvait rejeter les marques enregistrées trop similaires, afin d'éviter toute confusion.
| |
| Marques inscrites dans The Lumberman's Timber Mark Guide. L'estampille (une étoile à six branches) était l’un des quatre exemplaires enregistrés le 18 juillet 1870 par H. B. Rathbun and Son dans le cadre du Timber Marking Act de la même année. |

| |
| Photographie du marteau à grume de H. B. Rathbun and Son et du guide. Les grumes coupées étaient estampées au marteau avant d'être flottées dans les rivières pour y être traitées. De cette manière, la propriété du bois pouvait être établie et le paiement des bûcherons déterminé. |

## En Suède

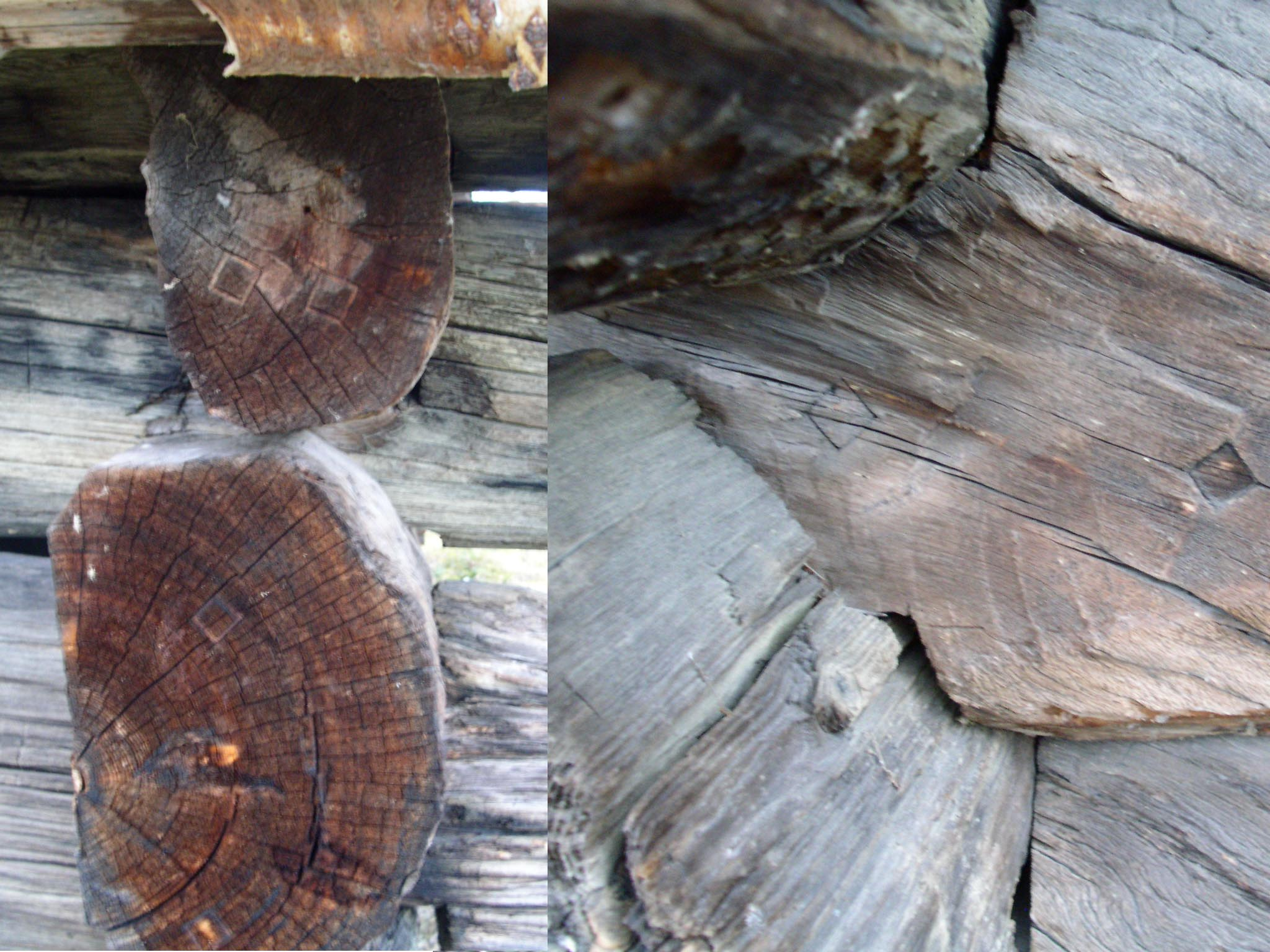
, marque de flottage en Suède, de forme carrée pour identifier le propriétaire (Stora Kopparberg AB) de chaque grume lors du flottage du bois sur le Dalälven. Ces marques sont visibles sur les grumes de remplacement d'un ancien bâtiment en bois déplacé vers un nouvel emplacement dans un musée en plein air en 1913.

## En Norvège
|                               |
| Marteau norvégien, vers 1960. |

|                                                    |
| Marque de martelage à Kragerø, Norvège, 1942-1943. |

## En France

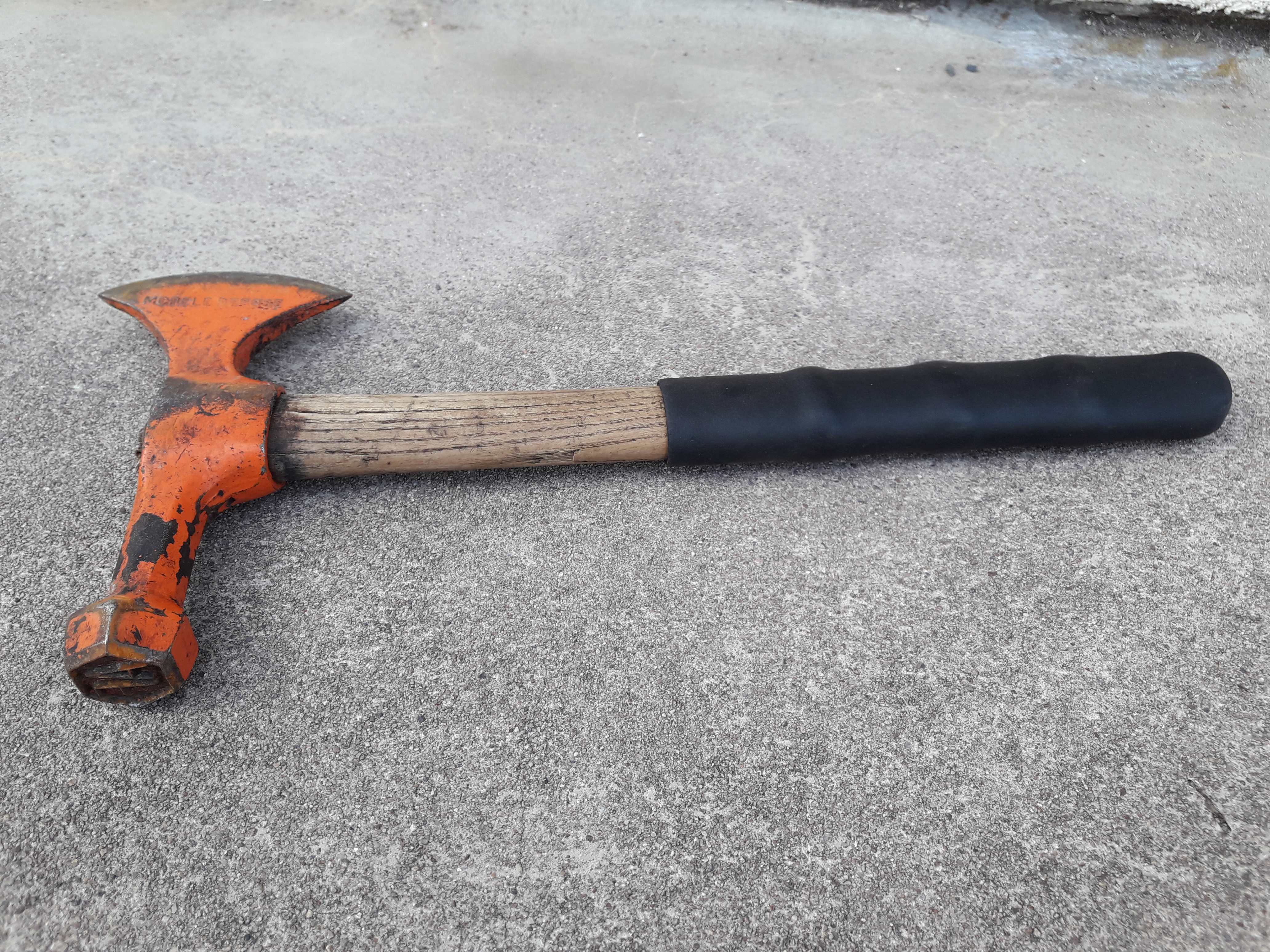
Marteau forestier n°2, dit marteau de chablis, de l’Office national des forêts

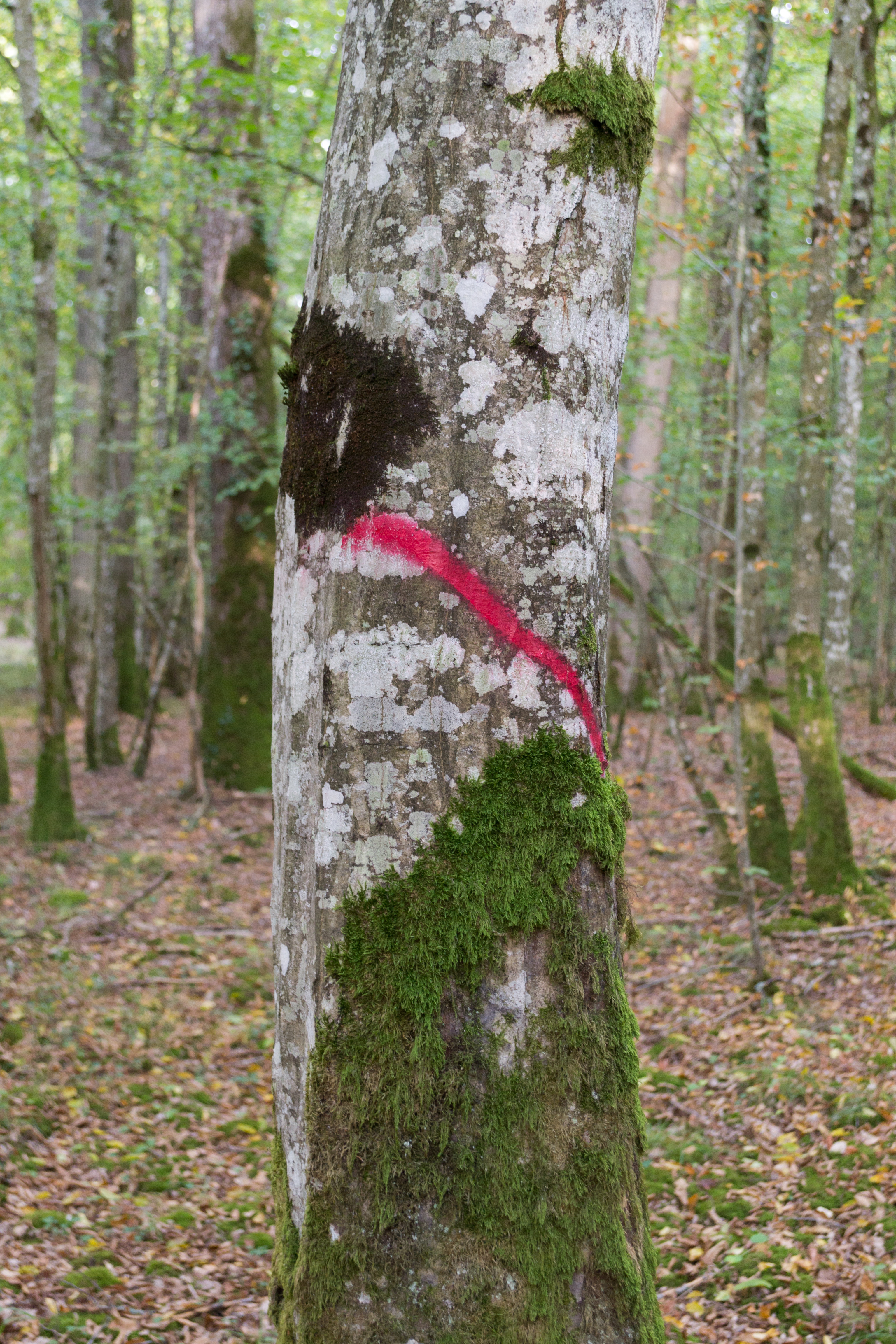
Arbre martelé à la peinture, à destination du bois énergie ou industrie

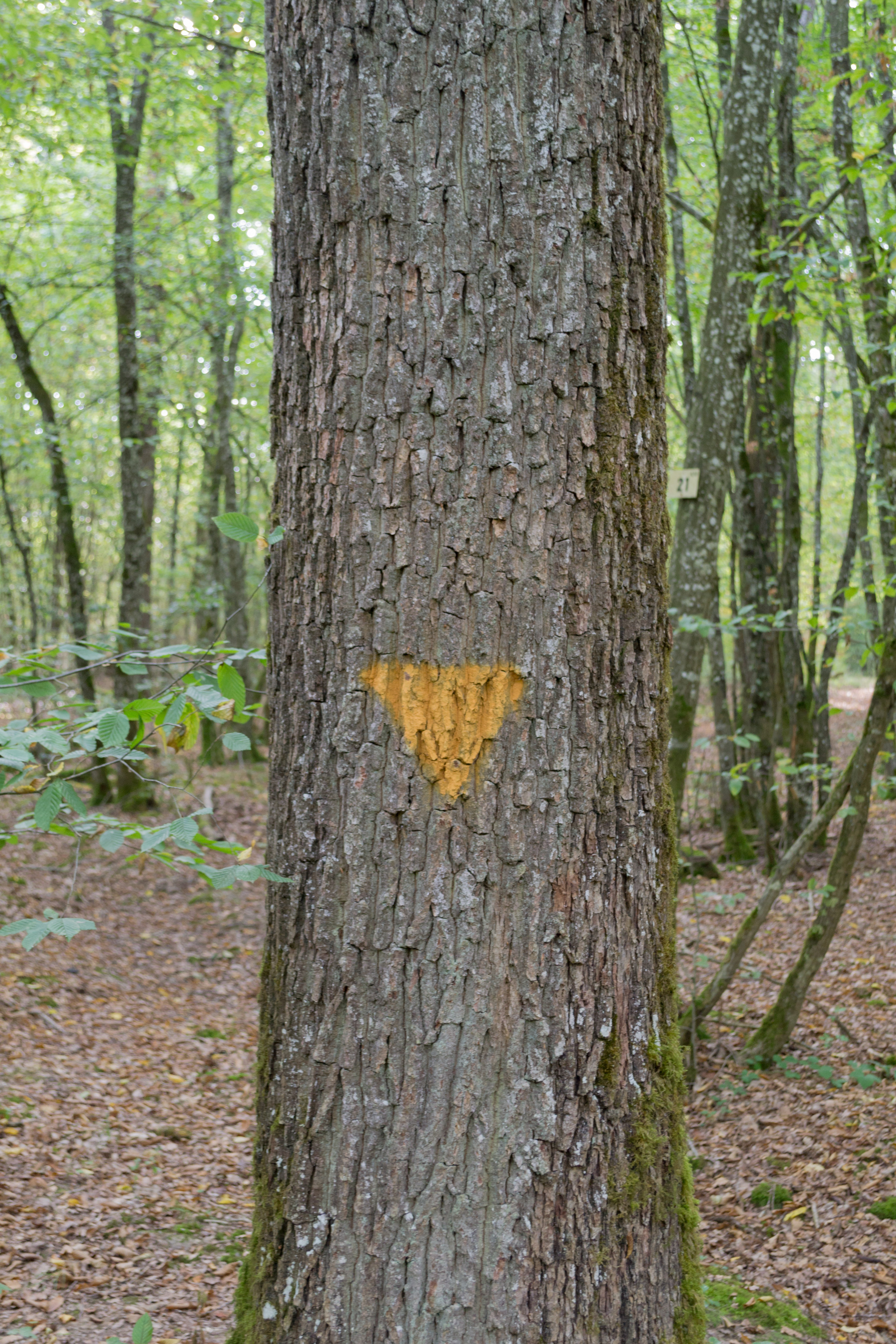
Marque d’un arbre bio : triangle inversé couleur chamois

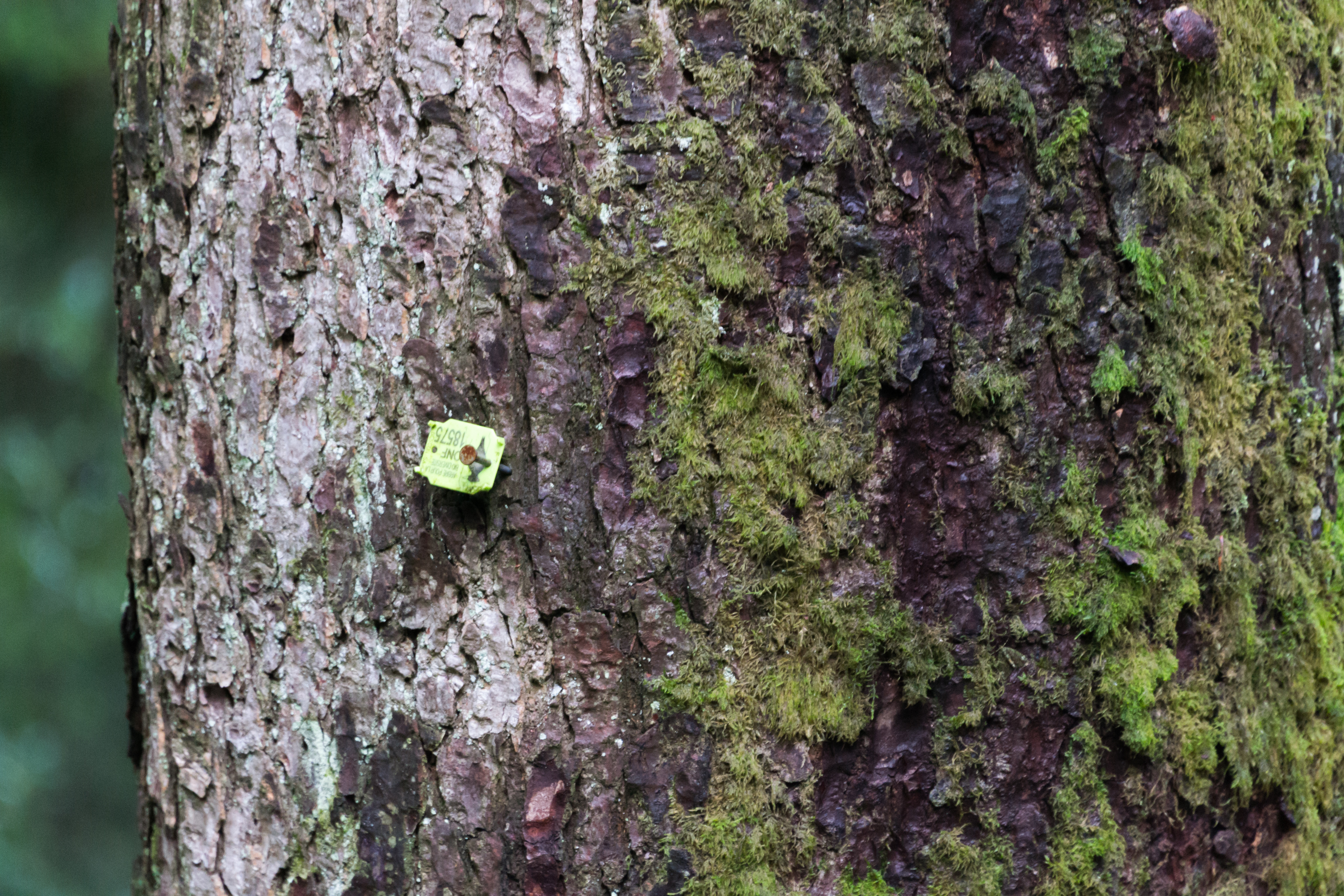
Arbre bio doté d’une plaquette « Arbre pour la biodiversité »

L’emploi des marteaux serait apparu avec les premiers agents seigneuriaux aux XIIe et XIIIe siècles et plusieurs types de marteaux existaient déjà au début du XVIe siècle : le marteau royal (plus tard le marteau de l’État), le marteau particulier des agents, le marteau des arpenteurs, le marteau des adjudicataires et le marteau des agents de la marine.
Entre 1815 et 1830, pour les marteaux particuliers, il est rajouté le marteau particulier du Garde général adjoint dont les caractéristiques sont les mêmes que pour le Garde général, mais avec les lettres GGA. La règle est restée la même qu’auparavant pour les marteaux des adjudicataires, mais l’empreinte est de forme triangulaire. Pour les marteaux « de l’État » et les particuliers, l’empreinte est soumise à approbation du ministère de finances.
Du début XXe siècle jusqu’à la création de l’ONF, le numéro de l'Inspection a disparu des marteaux mais il restait celui de la Conservation, qui devint alors non obligatoire. Un arrêté de 1974 stipule l’existence de deux marteaux de l’État, le no 1 (lettres capitales gothiques AF - pour « Administration française (cf référence 6) » dans un cercle) pour les coupes réglées à l’état d’assiette ; le no 2 (Lettres capitales romaines AF dans un hexagone) pour les produits autres que réglés à l’état d’assiette. Pour ce qui est des marteaux particuliers, celui du garde et du brigadier (puis en 1950 des Agents Techniques et Chefs de District) est destiné à marquer les bois en délit et chablis. Jusqu’en 1950, l’empreinte est quadrangulaire et comporte les initiales de la fonction, le n° de cantonnement et du triage. Puis à partir de 1950, le n° de cantonnement, triage ou district. À partir de 1975, l’ONF déterminera deux marteaux particuliers, celui du Technicien Forestier, le no 1 (lettres capitales romaines TF dans un pentagone, suivi d’un n° entre 1 et 9) ; et le no 2 qui est celui de l’Agent Technique (lettres capitales romaines AT dans un carré, suivi d’un n° entre 1 et 9).
Le marteau et l'apposition de son empreinte est utilisé pour les arbres dont le diamètre à hauteur de poitrine (DHP) est supérieur ou égal à 25 centimètres. Pour les arbres de moindre grosseur, notamment lors des éclaircies, les marques se font à la peinture.
Dans les futaies, les martelages se font, le plus souvent, « en délivrance », et les arbres marqués seront abattus. Dans le cas contraire, notamment dans les taillis où le nombre de tiges est important, le marquage, en général à la peinture, est dit « en réserve », indiquant au bûcheron les tiges de la cépée à conserver. 
Les arbres à préserver pour la biodiversité — ou arbres bio : arbres morts ou à cavités permettant l'habitat de multiples espèces: insectes, champignons, oiseaux… — sont marqués d'un triangle inversé de couleur chamois, d’un V rouge ou d’une plaquette verte Arbre pour la biodiversité par les agents de l'ONF.

Lors du martelage, la première marque est faite sur le tronc — marque au corps —, tandis que l'autre s'effectue au niveau de la souche — marque au pied. Cette deuxième marque au pied de l'arbre, permet de contrôler après la vidange de la coupe, que seuls les arbres identifiés ont été coupés par les bûcherons et les entreprises de travaux forestiers. En effet, il est formellement interdit de couper un arbre qui ne possède pas de marque de peinture du martelage, sous peine d'être verbalisé. Un contrôle complet et contradictoire se fait par une opération dite de « récolement ».

« Lors du récolement d'une coupe de cinquante quatre arbres marqués en délivrance dans la forêt communale de Durstel et dont le sieur Sheich était entrepreneur responsable il fut constaté que sept souches de chênes de diverses dimensions avaient été trouvées non revêtues de l'empreinte du marteau de délivrance »

— Jacques-Joseph Baudrillart, Recueil chronologique des règlements forestiers, 1835.
|            |
| Martelage. |

|                |
| Le récolement. |

L’utilisation de ces marteaux est très surveillée, car ils sont l’instrument qui permet à l’administration de gérer et protéger son patrimoine forestier. Les agents sont responsables de leurs marteaux qui sont immatriculés. L’empreinte de chaque marteau est déposée au greffe du Tribunal de grande instance de la résidence administrative des agents. Enfin, afin d’éviter les vols et leur utilisation par des personnes étrangères au service, les marteaux sont conservés sous clé. En cas de perte ou de vol, une plainte est déposée à l’autorité de police compétente et un procès-verbal est établi.
Sous certaines conditions — plusieurs exploitants, exploitation en régie (par l’ONF), affouage… —, le martelage peut être fait à la peinture et suit un code couleur et géométrique (trait oblique pour distinguer le bois énergie / bois industrie alors que celui du bois d’œuvre est marqué par un rond ou une croix). Les couleurs chaudes (rouges, orange, jaune) indiquent les arbres à enlever tandis que les couleurs froides (blanc, vert, bleu), sont utilisées pour des marquages pérennes ou directionnels (cloisonnements indiquant des voies d'accès pour le débardage des grumes). Une marque blanche horizontale montre la limite de la zone de l'intervention du bûcheron, un trait jaune ocre qui encercle le tronc symbolise une tige d'avenir, un « M » de couleur verte indique la présence d'un mirador amovible, utilisé à la période de la chasse.